# Norges kvinnelobby
Norges kvinnelobby (NKL) – deutsch: Norwegische Frauenlobby – ist ein Dachverband für norwegische überparteiliche Frauenorganisationen. Er wurde 2014 gegründet, als „gemeinsames Forum für Organisationen, deren Ziel es ist, die Interessen von Frauen zu schützen.“ Als Dachorganisation steht er in der Nachfolge des Norske Kvinners Nasjonalråd (1904–1989) und nimmt Einfluss auf Politik, Öffentliche Meinung und Gesetzgebung. Vergleichbare Einrichtungen sind der Deutsche Frauenrat und der Österreichische Frauenring.
Die Gründung erfolgte auf Initiative der Norsk Kvinnesaksforening (Norwegische Frauenrechtsvereinigung) und ihrer damaligen Vorsitzenden Margunn Bjørnholt. Ermuntert wurde sie durch die 2011/2012 veröffentlichten Gleichstellungsberichte der Regierungskommission Likestillingsutvalget.

## Ziele
Der Einsatz der NKL für die Menschenrechte der Frauen erfolgt auf der Grundlage der UN-Konvention zur Beseitigung jeder Form von Diskriminierung der Frau (CEDAW) und der von der Vierten UN-Weltfrauenkonferenz in Peking 1995 verabschiedeten Aktionsplattform.
Das Arbeitsprogramm der Norges kvinnelobby ist in § 2 ihrer Satzung festgelegt:
- Entwicklung und Vertiefung der Zusammenarbeit innerhalb der norwegischen Frauenbewegung.
- Koordination und Verfolgung gemeinsamer Themen und Förderung der gemeinsamen Fraueninteressen.
- Information über und Einflussnahme auf frauenpolitische Themen.
- Bekämpfung jeder strukturellen und individuellen Diskriminierung von Frauen.
- Berücksichtigung der Unterschiede, „da Frauen im Laufe ihres Lebens unterschiedliche Bedürfnisse, Perspektiven und Identitäten haben.“[2]

## Organisation
Norges kvinnelobby wird von einem siebenköpfigen Vorstand geführt. Er „setzt sich traditionell sowohl aus Vertretern der Mitgliedsorganisationen als auch aus Experten für Themen, die für die norwegische Frauenlobby relevant sind, zusammen.“
Zur Zeit (2025) ist Helle Borgen die Vorsitzende und Line Anita Schou ihre Stellvertreterin. Seit ihrer Gründung wurde die Lobby von Margunn Bjørnholt, Gunhild Vehusheia, Ragnhild Hennum, Lone Alice Johansen und Bjørk Gudmundsdottir Jonassen geleitet.
Neben dem Vorstand existiert ein Expertenrat (Ekspertutvalget), der die politischen Aktionen der Lobby mit seiner fachlichen Expertise unterstützt und begleitet. Seine Mitglieder werden vom Vorstand ernannt, das Gremium arbeitet aber unabhängig und seine Zusammensetzung ist transparent.
Im Januar 2025 wurde mit Sara Rydland Nærum erstmals eine Geschäftsführerin (daglig leder) eingestellt (zunächst für zwei Jahre befristet).

## Mitglieder

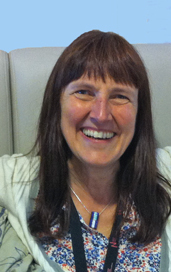
Margunn Bjørnholt, Gründerin der NKL, 2014

Norges kvinnelobby definiert sich selbst als „religiös und politisch neutral“ und daher ist die Mitgliedschaft nur möglich für „überparteiliche Organisationen, die die in der Satzung der norwegischen Frauenlobby (§ 2) beschriebenen Ziele akzeptieren.“ Die Frauengruppen der politischen Parteien wurden zur Mitgliedschaft nicht eingeladen, vielmehr sind sie eine Zielgruppe für die Arbeit der Lobby.
Andererseits können Organisationen, in denen nicht nur Frauen mitarbeiten, in die Lobby aufgenommen werden: „Die NKL stellt keine besonderen Anforderungen an die geschlechtsspezifische Zusammensetzung ihrer Mitgliedsorganisationen, sondern verfolgt lediglich das Ziel, sich für die Interessen von Frauen einzusetzen und die Diskriminierung aller Mädchen und Frauen zu bekämpfen.“
Zur Zeit (Januar 2025) sind neun Organisationen Mitglied der NKL:
- Gründungsmitglieder:
  - Norsk Kvinnesaksforening
  - Juridisk rådgivning for kvinner (JURK)
  - Krisesentersekretariatet
  - Kvinnefronten
  - Kvinnegruppa Ottar
  - Kvinneuniversitetet i Norden
- Später beigetreten:
  - Norske Kvinners Sanitetsforening
  - Internasjonal kvinneliga for fred og frihet
  - Nyfeministene

Zwei Gründungsmitglieder von 2014 sind im Jahr 2020 ausgetreten:
- Ressurssenter for kvinner med minoritetsbakgrunn (MiRA-Senteret)
- Sámi NissonForum/Samisk KvinneForum  (SNF)

Der Mitgliedsbeitrag beträgt 2.500 NOK.

## Aktivitäten
„NKL konzentriert sich darauf, eine treibende Kraft und ein Partner für die zentralen Behörden zu sein, zur Vertretung der norwegischen Frauenbewegung in internationalen Foren beizutragen, die Frauenkonvention weiterzuverfolgen und die Kluft zwischen der Frauenbewegung und professionellem Fachwissen zu überbrücken. Die NKL überwacht die Umsetzung der Frauenkonvention in Norwegen und setzt sich dafür ein, die Sichtbarkeit und Relevanz der Konvention in der Gesellschaft zu fördern.“
NKL ist federführend bei der Erstellung von Schattenberichten zu den Regierungsberichten an den UN-Ausschuss für die Beseitigung der Diskriminierung der Frau über den Stand der Umsetzung der Frauenkonvention in Norwegen. Sie ist Teil der offiziellen norwegischen Delegation bei der UN-Kommission zur Rechtsstellung der Frau (UNCSW) und ist im Rat des Likestillings- og diskrimineringsombudet vertreten.

## Gründung
Die Gründerinnen der norwegischen Frauenlobby vor dem Porträt von Gina Krog in den Räumen der Norsk Kvinnesaksforening.
Von links: Karin Beate Theodorsen (Norsk Kvinnesaksforening), Madeleine Schultz (Kvinnefronten), Daisy Elisabeth Sjursjø (Kvinnefronten), Marta Trzcinska (JURK), Fahkra Salimi (MIRA-Senteret), Margaret Eide Hillestad (Kvinneuniversitetet i Norden), Margunn Bjørnholt (Norsk Kvinnesaksforening), Tove Smaadahl (Krisesentersekretariatet), May Johanne Bakkland Ness (SNF-Sámi NissonForum/Samisk KvinneForum), Ane Stø (Ottar) und Lone Alice Johansen (Krisesentersekretariatet).

Link zum Bild

Im Februar 2010 wurde von der norwegischen Regierung der Likestillingsutvalget (Gleichstellungsausschuss) eingesetzt und die Staatswissenschaftlerin Hege Skjeie mit dessen Leitung beauftragt. Die Ausschussberichte NOU 2011:18 Struktur for likestilling und NOU 2012:15 Politikk for likestilling dokumentierten „die großen Herausforderungen der Gleichstellung in Norwegen. Eine von mehreren Empfehlungen lautete, die multidimensionale Gleichstellungsarbeit innerhalb von Organisationen und zwischen Organisationen zu fördern.“
Anfang 2013 ergriff Norsk Kvinnesaksforening in Person der Vorstandsmitglieder Margunn Bjørnholt, Karin Maria Bruzelius und Torild Skard die Initiative zur Gründung der NKL und im Herbst desselben Jahres wurden die anderen Frauenorganisationen zur Teilnahme eingeladen. Die offizielle Gründung erfolgte am 27. Januar 2014. Der erste Vorstand bestand aus Margunn Bjørnholt (Vorsitzende), Fakhra Salimi (MiRA-Senteret), Lone Alice Johansen (Krisesentersekretariatet), Marta Trzcinska (JURK), Madeleine Schultz (Kvinnefronten). Damals wurde ein Foto aufgenommen, auf dem die Gründerinnen von Norges kvinnelobby vor dem Porträt von Gina Krog in den Räumen der Norsk Kvinnesaksforening aufgestellt sind. (Siehe externes Bild)
Die neue Organisation wurde von Sunniva Ørstavik, der Gleichstellungs-Ombudsfrau (Likestillings- og diskrimineringsombudet), emphatisch begrüßt: „Endlich! Es ist sehr wichtig, dass so viele Frauenorganisationen jetzt ihre Kräfte bündeln, um sich für eine stärkere und bessere Gleichstellungssituation in Norwegen einzusetzen. […] Ich freue mich darauf, mit der neuen Frauenlobby zusammenzuarbeiten und von ihr herausgefordert zu werden.“ (zitiert nach)
Bevor die Lobby in ihre Räumlichkeiten in Mariboes gate 13 einziehen konnte, war sie provisorisch im Büro von JURK in Skippergata 23 untergebracht.